# Episodi di Madam Secretary (sesta stagione)
La sesta e ultima stagione della serie televisiva Madam Secretary, composta da 10 episodi, è stata trasmessa in prima visione assoluta negli Stati Uniti d'America sul canale CBS dal 6 ottobre all’8 dicembre 2019.
In Italia la stagione è andata in onda dal 7 al 28 novembre 2020 su Rai 2.
| n° | Titolo originale    | Titolo italiano         | Prima TV USA     | Prima TV Italia  |
| -- | ------------------- | ----------------------- | ---------------- | ---------------- |
| 1  | Hail to the Chief   | La violazione dell'Iran | 6 ottobre 2019   | 7 novembre 2020  |
| 2  | The Strike Zone     | Il lancio inaugurale    | 13 ottobre 2019  | 14 novembre 2020 |
| 3  | Killer Robots       | Robot assassini         | 20 ottobre 2019  | 14 novembre 2020 |
| 4  | Valor               | Fragilità nascoste      | 27 ottobre 2019  | 14 novembre 2020 |
| 5  | Daisy               | Daisy                   | 3 novembre 2019  | 21 novembre 2020 |
| 6  | Deepfake            | Deepfake                | 10 novembre 2019 | 21 novembre 2020 |
| 7  | Accountability      | Responsabilità          | 17 novembre 2019 | 21 novembre 2020 |
| 8  | Ships and Countries | Navi e nazioni          | 25 novembre 2019 | 28 novembre 2020 |
| 9  | Carpe Diem          | Carpe Diem              | 1º dicembre 2019 | 28 novembre 2020 |
| 10 | Leaving the Station | Un lungo viaggio        | 8 dicembre 2019  | 28 novembre 2020 |